# Фіолет
Фіоле́т — український музичний гурт, що виник у місті Луцьк, у 2009 році.

## Історія

### 2009—2010: Заснування гурту та альбом «Трохи Тепла»
Узимку 2009 року Сергій (Колос) Мартинюк та Андрій (Володимирович) Олексюк, створюють гурт «Фіолет».
Перші репетиції гурту відбулися взимку 2009 року в приміщенні Луцької музичної школи № 2. Дебютний виступ відбувся під кінець зими того ж року на дні народження місцевого клубного фестиваль «Форпост» в кафе «Мандри». Згодом у команді з'явився клавішник Петро Свіст 
Після перших виступів «Фіолету» навесні та влітку 2009 гурт отримав своїх перших шанувальників, зацікавленість і критику місцевих слухачів. Тоді було створено більшість пісень гурту, які музиканти виконували впродовж першого року існування.
1 жовтня 2009 року команда в рамках «Форпосту» відіграла свій перший повноцінний концерт тривалістю 25 хвилин, цей день вважається днем народження гурту. Символічно, що 1 жовтня вважається Міжнародним днем музики.
2010 були створені перші демо-записи, зроблені в он-лайн режимі у Рівному на студії «Індюк-Рекордс»; викладені в інтернет, вони невдовзі потрапили до ротації кількох місцевих радіостанцій. У березні «ФІОЛЕТ» в залі луцького кінотеатру «Промінь» зіграв на розігріві у гурту «Бумбокс».
Влітку 2010 року гурт розпочав запис дебютного мініальбому із шести пісень. Співпраця з «Індюк Рекордз» була продовжена далі.
«Фіолет» відіграв концерти на фестивалях «Червона Рута», «Молода Галичина», «Мазепа-фест», «Потяг до Яремче», «Бандерштат», «Захід», «Перлина Заходу», «Зорі Калуша» і т. д. Колектив виступав на одній сцені з гуртами «Моторрола», «Неділя», «Росава», «ФлайzZzа», «Роллік'с», «Димна Суміш».
Наприкінці 2010 «Фіолет» презентував інтернет-реліз дебютного мініальбому «Трохи Тепла» — підсумком року повноцінного існування гурту. Записували та зводили альбом на студії «Індюк Рекордс» під керівництвом Олексія Казанцева. Альбом для вільного скачування був викладений командою на їх сайті.

### 2011—2012: EP «Ігри з Датами в Календарі» та альбом «Rock'n'love»
У січні 2011 гурт випустив акустичний EP «Ігри з Датами в Календарі». Запис роботи здійснювався у домашніх умовах.
Всередині року з'явився ще один акустичний мініальбом «10.000 гривень в небо». Білоруськомовна пісня «Мейсца пакуты» зайняла призове місце в білоруському національному хіт параді «Тузін Гітоў». Вона з'явилася в рамках проєкту «Украінская музыка для Беларусі», у якому українські музиканти співають пісні на протестну тематику білоруською мовою.
16 липня 2011 року гурт «Фіолет» здобув Гран-Прі на фестивалі «Тарас Бульба» у Дубні.
На фестивалі «Бандерштат» «Фіолет» відзняв чотири офіційні концертні відео, серед яких і спільне виконання Колосом з гуртом «Тартак» пісні «Не кажучи нікому». Невдовзі після фестивалю гурт презентував live-альбом «По живому», записаний під час свого виступу на «Бандерштаті».
Навесні 2012 року на закритому концерті у Луцьку «Фіолет» презентував акустично-джазову програму «Простозвук», за матеріалами якої у 2014 році була презентована ще одна live-платівка.
За 2012 рік гурт відіграв на більшості великих українських фестивалів: «Республіка», «Захід», «Бандерштат», «Володимир», «Франко-фест», «Тарас Бульба». «Фіолет» став одним із хедлайнерів концерту до 100-річчя ПЛАСТу у Львові та одного з днів Сорочинського ярмарку на Полтавщині, виступив на фестивалі «Ковель ENERGY».
1 жовтня 2012 року світ побачив другий студійний альбом гурту «Rock'n'love», на підтримку якого команда об'їхала туром 15 міст України та Мінськ. За версією сайту musicinua альбом Rock'n'love увійшов до 20-ти найкращих альбомів України за 2012 рік, посівши там 9-те місце.
У 2012-му «Фіолет» зняв і презентував в мережі та на телебаченні три свої відеороботи на треки «Тут були колись ми [Архівовано 7 лютого 2021 у Wayback Machine.]», «Долоні [Архівовано 21 січня 2021 у Wayback Machine.]» та «Зимова [Архівовано 3 лютого 2021 у Wayback Machine.]».

### 2013—2014: Міні-альбом «Атоми Щастя», живий альбом «Простозвук.LIVE» та альбом «Вігвам»
26 квітня гурт відіграв концерт у білоруському місті Брест. До того моменту «Фіолет» виступав у Білорусі вже шість разів (Мінськ, Гродно, Брест).
16 травня світ побачив мініальбом під символічною назвою «Атоми Щастя». Робота над піснями тривала з кінця 2012-го у студії звукозапису Романа Сороки в Луцьку. На обкладинці «Атомів Щастя» колаж з фотографій шанувальників та людей, хто допомагав музикантам у житті та розвитку гурту.
Улітку 2013 року музична формація розпочала роботу над новим альбомом і задумалась про переїзд до Києва. Вокаліст гурту Сергій Мартинюк розповів, що «Фіолет» готує альбом, який «переверне світ».
У 2013 році гурт виступав на численних фестивалях, серед яких Бандерштат (акустична сцена), «Карпатський протяг», «Вишиванка-фест» (Дрогобич) та «Львів на тарілці».
24 листопада хлопці відіграли концерт у клубі «Майдан» у Луцьку.
«Фіолет» виступав також на сцені київського Євромайдану 4 грудня, де того дня виступали гурт «TaRuta» та «Друга ріка».
У січні музиканти виклали в мережу живий альбом «Простозвук.LIVE», записаний ще в 2012 році на закритому концерті у Луцьку.
Наступний альбом гурту «Вігвам» з'явився на початку березня. Накопичення альбому відбувалося на київській студії «Звукоцех». Сам Колос називає його першою платівкою, у якій їм «вдалося відшукати власний звук». На підтримку альбому гурт провів всеукраїнський клубний тур, який охопив усі регіони країни від Закарпаття до Харкова та Херсону і був присвячений Воякам Небесної Сотні.
Восени 2014 року гурт «Фіолет» відзначив 5-річчя свого існування гурту туром з кількома великими концертами, який завершився великим концертом в Києві, в одному з українських залів-«тисячників», клубі «Sentrum».
Як і раніше, впродовж 2014 року учасники гурту активно висловлювали свою громадянську позицію, збираючи гроші для волинян, поранених на Майдані, віддаючи речі для аукціону на підтримку армії тощо.

### 2015—2016: Новий сингл «Каштани», #oldschoolshow, мініальбом «На вірші», EP «True love»
5 травня відбувся концерт гурту у Варшаві, в клубі CHMURY.
Впродовж травня луцький гурт виступає у семи містах України з презентацією нового синглу «Каштани [Архівовано 22 січня 2021 у Wayback Machine.]». Під час концертів організовується збір книг українських авторів для вояків, які перебувають на реабілітації в медичних закладах.
У липні 2015 «Фіолет» взяв участь у фестивалі «Файне Місто» відвідав Латвію, Литву та Польщу.
У травні 2016 відбулась презентація #oldschoolshow в Києві, Львові та Харкові. Нова програма відзначалася важчим саундом та експериментами з електронікою.
У серпні ФІОЛЕТ презентували мініальбом «На вірші» на поезію українських поетів, до треклиста ввійшли наступні пісні: «Спини мене» (сл. Ліни Костенко), «Вас так ніхто не любить» (cл. Миколи Вінграновського), «Напевне, так і треба» (cл. Василя Стуса), «Як би я знав, де ти живеш» (cл. Дмитра Павличка), «У здивуванні» (cл. Григорія Чубая).
У жовтні 2016 року відбувся реліз нового «True love».
Також у цьому році гурт брав участь в Х-Факторі на СТБ, були в команді Констянтина Меладзе, але пізніше покинули проєкт.

### 2017—2018: Кліп «Тиша», оновлення складу, тур #нірванабуде, «Кохана», альбом «Aurora», сингл «Бережи себе».
У травні відбулася презентація кліпу на пісню «Тиша» та оголошення про оновлення складу гурту. Перший виступ з новими учасниками відбувся в рамках «Хвилі країни» від радіо Країна ФМ.
Влітку 2017 року гурт активно виступав на українських музичних фестивалях, а вже у листопаді відправився у всеукраїнський тур «#нірванабуде».
На осінь 2018 року гурт активно готував вихід новогу альбому «Aurora».
28 лютого 2018 року у YouTube був опублікований кліп на пісню «Кохана» [Архівовано 23 липня 2018 у Wayback Machine.], який одразу ж сподобався глядачам та за пів року набрав мільйон переглядів.
|                             | У перший день весни презентуємо кліп на наш новий трек "Кохана". Зйомки відео пройшли в Одесі у декількох локаціях — на березі зимового моря, у квартирі та колоритному одеському дворику. Режисерами відео стала пара розпочинаючих кліпмейкерів із Луцька — Варвара та Віталій Шевчуки. |
| — розповіли учасники гурту. | |

Навесні 2018 року відбувся концертний тур містами України.
У серпні на телеканалі «1+1» відбулася прем'єра другого сезону серіалу «Школа. Недитячі ігри». В якості саундтреків до серій звучали й пісні гурту «Фіолет», зокрема глядачам найбільше сподобалися пісні «Тиша», «Кохана», «Вона моя» та інші.
17 жовтня учасники 2018 року гурту «Фіолет», після декількох синглів, оприлюднили свій новий, четвертий за ліком альбом «Aurora». Загалом до платівки увійшло чотирнадцять композицій, серед яких — одинадцять основних пісень та три бонус-треки. Саунд-продюсером альбому став Артур Данієлян, з яким гурт вже має досвід успішної та плідної співпраці.
|                              | Раніше внутрішньо кожен альбом "Фіолету" символізував для мене початок нової епохи в житті гурту, в той час як Aurora — це підсумок і своєрідна ода нашій юності з її максималізмом, крайнощами та бажаннями змінити світ вже і сьогодні. Альбом Aurora я хочу присвятити всім тим, кого ще вчора гнобили в школі та університеті, хто знає, що таке поразки і розчарування, але в русі до своїх мрій вже сьогодні з гидкого каченяти перетворюється на героя нашого часу, країни, міста, школи, класу, вулиці, двору та будинку. Aurora — це символ світла наших мрій та ідей, заради яких ми готові творити подвиги та змінювати реальність, |
| — розповідає фронтмен гурту. | |

З 1 по 27 листопада 2018 року гурт вирушив у новий всеукраїнський тур на підтримку альбому. За цей час учасники гурту відвідають 15 міст та закінчать свій тур великим концертом у Києві.
Наприкінці року гурт «Фіолет» підготував для своїх поціновувачів святковий презент у вигляді новорічної пісні «Бережи себе».

### 2019—2020: Поетично-акустичний тур, фестивальне літо, мініальбом «Все чесно», концерти в Білорусі, діяльність на карантині, соціальне відео «Слово даю», «Залишимось друзями» 3 мовами, поетична збіка, контракт з «Київстаром»
У березні 2019 року Фіолет оголосили всеукраїнський тур: «Акустика та вірші», що охопив 20 міст України.
Протягом літа гурт виступив на відкритих заходах, днях міст, закордонних концертах та фестивалях, а саме: День міста Кременець, Люблін, Норвегія, «Atlas Weekend», Вінниця, Одеса, «Захід Фест», «Тарас Бульба», Сєвєродонецьк: фестиваль «Історія.UA», «Файне місто», «Бандерштат», «Drive for Live», «Республіка», День міста Корсунь-Шевченківський, День міста Боярка.
7 червня гурт випустив новий сингл разом з кліпом — «До серця [Архівовано 1 березня 2022 у Wayback Machine.]». 1 листопада 2019 року музиканти презентували мініальбом «Все Чесно», який приурочили десятій річниці існування колективу. Треком «Все чесно» [Архівовано 13 червня 2021 у Wayback Machine.] музиканти долучилися до акції «Так працює пам'ять», присвяченої пам'яті Данила Дідіка і всім, хто віддав життя за незалежність України.
Після презентації альбому гурт вирушив у Всеукраїнський тур на його підтримку, що налічував 10 міст.
15 січня 2020 року вийшло лірик-відео «Все чесно [Архівовано 3 березня 2022 у Wayback Machine.]», до якого долучились фани гурту з усіх куточків України.
В лютому, після багаторічної перерви, гурт відвідав Білорусь і дав два концерти у Бресті та Мінську. Водночас до Дня закоханих фронтмен Сергій Мартинюк презентував «валентинку» для своєї дружини у вигляді чуттєвого відео на пісню «Коли усміхаєшся ти [Архівовано 3 березня 2022 у Wayback Machine.]»
З початком карантину, музиканти одні з перших дали Акустичний сет онлайн «Акустичний сет (ONLINE) [Архівовано 3 березня 2022 у Wayback Machine.]», аби уникнути паніки та розвантажити думки людей у час посилення заходів безпеки у рамках протидії пандемії коронавірусу. З часом було створено онлайн-проект «Колос вдома [Архівовано 3 березня 2022 у Wayback Machine.]». Раз на тиждень фронтмен гурту стрімив на YouTube-каналі «Фіолет», щоб показати своє повсякденне життя, поділитися думками, порадити улюблене кіно, почитати поезію, розповісти про колекцію вінілу, поспівати пісень в акустиці та замотивувати фанів використовувати карантин як час для саморозвитку. В травні вийшло відео на пісню «Життя прескрасне [Архівовано 3 березня 2022 у Wayback Machine.]» у якому знялись медійники, музиканти та письменники і показали як вони проводять час на карантині.
В липні вийшло соціальне відео на перший сингл з майбутнього альбому — «Слово даю [Архівовано 3 березня 2022 у Wayback Machine.]». Це історія про дитинство героя, який приїздить в рідне місто і зустрічається зі своїми дитячими проблемами, страхами та розчаруваннями.
У серпні гурт взяв участь у фестивалі Бандерштат, який через карантин відбувся в онлайн-форматі 7-9 серпня. Вкінці серпня «Фіолет» випустив трек та відео до нього «Залишимось друзями [Архівовано 6 березня 2022 у Wayback Machine.]» одразу трьома мовами: українською, білоруською та іспанською. Відео «Залишимося друзями» зняли режисери Варвара та Віталій Шевчук, вони вже працювали з гуртом над кліпом «Кохана», який на той час зібрав більше 6 мільйонів переглядів лише на YouTube.
1 жовтня до свого 11-річчя гурт випускає збірку «Краще [Архівовано 6 березня 2022 у Wayback Machine.]», до якої увійшли 22 кращі пісні за всю історію гурту. Збірка ділиться на 2 томи кожен з якиї містить 11 рокових і 11 ліричних пісень.
У листопаді на стрімінгових платформах з'являється збірка аудіо віршів з музичним супроводом. Альбом отримав назву «14 поважних причин [Архівовано 6 березня 2022 у Wayback Machine.]» і був записаний під час карантину в Києві і Карпатах разом з гітаристом рок-бенду Романом Андрухівом.
До Дня Гідності та Свободи гурт випускає відеоряд на трек «Бро твори добро [Архівовано 6 березня 2022 у Wayback Machine.]», яку присвятив героям сучасної Украіни. У кліпі використали документальну хроніку за роки незалежності з обличчями і подвигами людей, що творили і творять історію України. Обкладинкою нового синглу стало фото 15-річного громадського активіста Данила Дідіка, який став жертвою теракту під час Маршу єдності в Харкові у 2015 році.
Наприкінці 2020 року гурт підписав контракт з компанією Київстар і трек «Кохана» став саундтреком рекламної кампанії бренду. І традиційно до новорічних свят гурт випускає пісню «Пахнеш щастям [Архівовано 6 березня 2022 у Wayback Machine.]» в рамках проекту «Кришталеві візерунки».

### 2021—2022: акустичний тур, збірка «Стежка», фестивальне літо, «Зовсім не боляче», «Бібліотека»— тренд Тік Току, великий концерт в клубі «Атлас» за участі зірок, всеукраїнський тур
Після декількох переносів, через загострення пандемії гурт таки відправився в акустичний тур містами України, який охопив 8 міст. А саме: Луцьк, Тернопіль, Хмельницький, Рівне, Вінниця, Одеса, Черкаси, Київ. У трьох містах туру гурт зібрав солд аути. Завершили тур великим концертом у Києві в «Будинку Архітектора» теж солд аутом.
В травні гурт зіграв сольний концерт повним складом у Львові і розпочав фестивальне літо. Були виступи у Славському, фестивалі Тарас Бульба, Файне місто (фестиваль), Бандерштат, виступ у м. Суми до Дня Незалежності України та фестиваль «Вітер на Дії» у Львові.
Влітку гурт презентував карантинну збірку «Стежка [Архівовано 7 березня 2022 у Wayback Machine.]», як творчий підсумок того, що творив гурт на карантині.
|                                                 | Карантин – це була специфічна музична історія, тому що фактично усі записи робилися дистанційно. Наприклад, минулого року, коли записували пісню "Слово даю", гітарні партії з нашим гітаристом Романом Андрухівим писалися в Карпатах, частково – в Луцьку. Вокал і зведення робилися в Києві. І фактично всі ці пісні робилися дистанційно. Я вирішив, що потрібно об’єднати їх однією обкладинкою, певним карантинним концептом і підсумувати цей відтинок життя, з надіями на те, що це – фінал першого і останнього нашого року карантину. |
| — прокоментував фронтмен гурту Сергій Мартинюк. | |

До збірки також увійшов трек «Зовсім не боляче [Архівовано 7 березня 2022 у Wayback Machine.]», який фронтмен присвятив своєму розлученню.
|                              | Це своєрідна епітафія моєму шлюбу та історії стосунків, яка тривала сім років. Написана в один із найважчих життєвих періодів за мої тридцять три з половиною, коли потрібно було визначатися, що робити далі і чи робити щось взагалі. Важко сказати, просив я цією піснею вибачення, виправдовувався чи просто намагався остаточно поставити крапку і рухатися далі, проте, це та історія, при написанні якої найменше думалося про формати, цільову аудиторію, хітовий потенціал та промо-меседжі. |
| — зізнався Сергій Мартинюк., | |

1 жовтня до 12-річчя гурт презентував нову пісню та відеоспогад «Не забувай мене [Архівовано 7 березня 2022 у Wayback Machine.]». Трек присвятили тим, хто був з гуртом впродовж усього існування і залишається поруч попри все.
Восени трек із сольного альбому Колоса «Бібліотека [Архівовано 7 березня 2022 у Wayback Machine.]» запустив новий тренд у TikTok та очолив чарти у кількох країнах. Всього за 5 днів україномовна пісня набрала понад 250 тисяч прослуховувань на стрімінгових сервісах та більш як 150 тисяч переглядів на YouTube. Річ у тім, що за лічені дні фразу з пісні «найкраще місце для хорошого сексу — бібліотека!» розтягнули десятки тисяч користувачів ТікТоку з різних куточків планети. Загалом за 3 місяці трек набрав більше 6 млн прослуховувань в мережі You Tube та Spotify. Тож і не дивно, що пісня очолювала чарти «Топ-50 трендів Spotify» в Україні та Росії.
Стежка кліп
Великий концерт в Атласі за участю зірок.
Кліп «Бібліотека»
Саме собою
2022
Вихід книги «Король дощу», всеукраїнський тур, війна…

## Учасники
Теперішні
- Сергій Мартинюк (вокал, тексти)
- Андрій Юськевич (барабани)
- В'ячеслав Короткий (бас-гітара)
- Вадим Захарченко (гітара)
- Роман Андрухів (гітара)

## Дискографія
Студійні альбоми
- Rock'n'love (2012)
- Вігвам (2014)
- Пісні Любові На Полі Бою (2015)
- Aurora (2018)[46]
- Сила (2022)

Мініальбоми
- Трохи Тепла (2010)
- Ігри з Датами в Календарі (2011)
- 10 000 грн. в небо (2011)
- Атоми щастя (2013)
- True Love (2016)
- Все чесно (2019)

Живі альбоми
- По живому (Live at B.) (2011)
- Простозвук.LIVE (2014, запис 2012)

## Відеокліпи
| Рік  | Назва пісні                                                | Режисер(и)                | Альбом                   |
| ---- | ---------------------------------------------------------- | ------------------------- | ------------------------ |
| 2012 | «Тут були колись ми»                                       | Андрій Приймаченко        | Rock'n'love              |
| 2012 | «Долоні»                                                   | Андрій Приймаченко        | Rock'n'love              |
| 2012 | «Зимова»                                                   |                           | Rock'n'love              |
| 2013 | «Щось моє»                                                 | Олександр Стратонов       | Атоми щастя              |
| 2013 | «21 грам»                                                  |                           | Атоми щастя              |
| 2014 | «Обличчя»                                                  | Анрі                      | Вігвам                   |
| 2014 | «Скинем светри»                                            | Володимир Штунь           | Вігвам                   |
| 2015 | «Касети»                                                   |                           | Пісні любові на полі бою |
| 2016 | «Одеса»                                                    |                           | True Love                |
| 2017 | «Тиша»                                                     | Stay in Focus             | Сингл                    |
| 2017 | «Романтика [Архівовано 14 лютого 2020 у Wayback Machine.]» | Karabas Mykhailoff        | Aurora                   |
| 2018 | «Кохана»                                                   | Варвара та Віталій Шевчук | Aurora                   |
| 2019 | « До серця» [Архівовано 6 грудня 2019 у Wayback Machine.]  | Христина Зінчук           | Все чесно                |
| 2019 | «Київ-Берлін-Київ»                                         |                           | Все чесно                |